# Polyplax otomydis
Polyplax otomydis är en insektsart som beskrevs av Carlos Emmons Cummings 1912. Polyplax otomydis ingår i släktet Polyplax och familjen ledlöss. Inga underarter finns listade i Catalogue of Life.